# Comptonella glabra
Comptonella glabra là một loài thực vật có hoa trong họ Cửu lý hương. Loài này được T.G.Hartley mô tả khoa học đầu tiên năm 1983 publ. 1984.